# Abacistis teligera
Abacistis teligera is een vlinder van de familie van de stippelmotten (Yponomeutidae), uit de onderfamilie van de Yponomeutinae. De wetenschappelijke naam van deze soort is voor het eerst voorgesteld door Edward Meyrick in een publicatie uit 1914.
De soort komt voor in Zimbabwe en Zuid-Afrika.